# Касаткин-Ростовский, Фёдор Николаевич
Князь Фёдор Никола́евич Каса́ткин (Коса́ткин)-Росто́вский (1 [13] ноября 1875 — 22 июля 1940) — русский поэт, писатель, драматург, переводчик и публицист, полковник лейб-гвардии Семёновского полка, участник Первой мировой войны и Белого движения, автор текста гимна Добровольческой армии.

## Биография
Родился 1 (13) ноября 1875 года в Санкт-Петербурге. Происходил из древнего княжеского рода Касаткиных-Ростовских. Сын члена Государственного совета князя Николая Фёдоровича Касаткина-Ростовского (1848-1908) и жены его Надежды Карловны урож. Монтрезор (1852-1918).
Получил блестящее образование в Пажеском корпусе, по окончании которого в 1895 году был выпущен подпоручиком в лейб-гвардии Семёновский полк. Произведён в поручики 6 декабря 1899 года, в штабс-капитаны — 6 декабря 1903 года, в капитаны — 6 декабря 1908 года. В том же году составил «Памятку семёновца» — краткую, патриотически настроенную историю полка. 12 июня 1913 года вышел в отставку полковником.
В 1900 году под псевдонимом Ф.К.Р. опубликовал свой первый сборник стихотворений с посвящением великому князю Константину Константиновичу. Всего в 1900—1917 годы выпустил семь поэтических сборников, в которые вошли стихи, поэмы, переводы и пьесы в стихах, сборник рассказов, сборник пьес. В 1912 году песня, на стихи князя Касаткина-Ростовского «1812-й год» (композитор - М.А. Гольтисон) победила на конкурсе патриотических песен в память Отечественной войны 1812 года. В 1911 году сочинил стихи к музыке вальса Арчибальда Джойса «Осенний сон». Стихи были посвящены баронессе Ольге Николаевне Таубе. В 1913 году написал второй вариант стихов (по мнению специалистов - более удачный) к этому же вальсу. Также сотрудничал в газете «Новое время», во время Первой мировой войны был её военным корреспондентом.
С началом Первой мировой войны, 12 августа 1914 года добровольцем вернулся на службу в лейб-гвардии Семеновский полк; определён прежним чином капитана. За боевые отличия награждён несколькими орденами, в том числе орденом Св. Анны 4-й степени. Был ранен и четырежды контужен. Произведен в полковники 10 апреля 1916 года на вакансию. В 1917 году по болезни вышел в отставку.

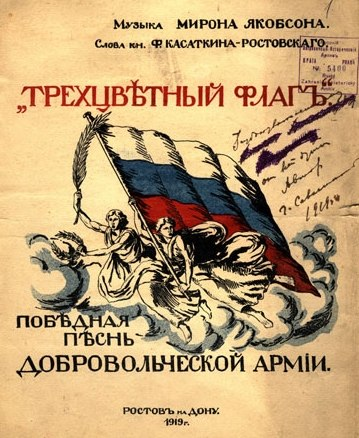
«Трехцветный флаг»

Вступил в Добровольческую армию после того, как большевики убили его мать и сестру Софию в их имении в Чернянке. Участвовал в Гражданской войне в составе Вооруженных силах Юга России, служил в Сводно-гвардейском полку, написал текст к гимну Добровольческой армии «Трехцветный флаг» на музыку Мирона Якобсона. Участвовал в выставке в память генерала Корнилова, на которой читал свои патриотические стихи.
В конце 1919 — начале 1920 года был эвакуирован в Варну. В эмиграции в Югославии. Осенью 1922 года в газете "Новое время" (Белград) под псевдонимом "Антар" опубликовал статью "Главковерх" Тухачевский - о своём бывшем однополчанине, ставшем крупным советским военачальником. Впоследствии статья перепечатывалась в «Семёновском бюллетене» (1935) и журнале «Часовой» (1936).
В 1923 переехал во Францию, поселился в Медоне, служил в страховом обществе. Состоял членом полкового объединения. В 1926 году был делегатом Российского Зарубежного съезда в Париже. Принимал самое непосредственное участие в общественной жизни русской эмиграции: выступал на вечерах и благотворительных концертах.
Активно занимался литературным творчеством. Написал ряд стихов, основным мотивом которых являлась тоска русского эмигранта о покинутой Родине. В 1928 году перевёл на французский язык сказку А.С. Пушкина "О царе Салтане"; тогда же этот перевод сказки был издан отдельной книгой.
В 1929 году вместе с женой - бывшей актрисой санкт-петербургского Суворинского театра Евдокией Никитичной Кировой, основал русский "Интимный театр" Д.Н. Кировой, став его бессменным художественным руководителем. Театр просуществовал до 1936 года.
Скончался 22 июля 1940 года в пригороде Парижа Сен-При. Был похоронен на местном кладбище, позднее перезахоронен на русское кладбище Сент-Женевьев-де-Буа.
В 1948 году Зарубежный союз инвалидов выпустил сборник «Крестным путём к воскресению», в который вошли некоторые произведения князя Касаткина-Ростовского, а также воспоминания его друзей и знакомых.
На сегодняшний день установлено, что за время своего творчества князь Фёдор Николаевич Касаткин-Ростовский сочинил 23 пьесы (в основном, одноактные). На его стихи разными композиторами было написано около 40 романсов и 11 мелодекламаций.

## Семья
В первом браке (1898—1912) с Ольгой Богдановной (Гермогеновной) Хвощинской (1878—1952) имел троих детей: Марину (1900—1979), Наталью (1902—1947), Кирилла (1904—1980), который, эмигрировав в Квебек, продолжил там род Касаткиных-Ростовских. Во второй раз Фёдор Николаевич женился на Дине Никитичне Кировой, бывшей артистке Суворинского Малого театра в Санкт-Петербурге.
Нью-йоркский антиквар Владимир Касаткин-Ростовский называет своим отцом гипотетического младшего сына князя Ф. Н. Касаткина-Ростовского - Николая (1908—1949), который якобы уцелел во время убийства родных в имении в слободе Чернянка в 1918 году, но годы спустя сгинул в семипалатинских лагерях.

## Награды
- Орден Святого Станислава 3-й ст. (ВП 6.12.1906)
- Орден Святой Анны 4-й ст. с надписью «за храбрость» (ВП 28.10.1914)
- Орден Святой Анны 3-й ст. с мечами и бантом (ВП 26.01.1915)
- Орден Святого Владимира 4-й ст. с мечами и бантом (ВП 12.02.1915)
- Орден Святого Станислава 2-й ст. с мечами (ВП 13.04.1915)
- мечи и бант к ордену Св. Станислава 3-й ст. (ВП 30.12.1916)

## Сочинения
- Стихотворения. — СПб., 1900.
- Стихотворения. 1900—06. — СПб., 1907.
- Памятка семеновца. — СПб., 1908.
- Цена счастья: (Драм. эпизод в 1 д.). — СПб., 1908.
- Веселые проказницы, или Торжествующая добродетель: (Шутка в стиле Louis 15). — СПб., 1909.
- Пия ди Толомеи: Драма в 5 д. с прологом в стихах. — СПб., 1909.
- Под Новый год: Этюд в 1 д. — СПб., 1909.
- Разбойничий портшез: (Шутка в 1 д.). — СПб., 1909.
- Шахразада: Фантазия в 1 д. [в стихах]. — СПб., 1909.
- «Qui pro quo»: (Шутка в 1 д. [в стихах]). — СПб., 1909.
- Метеор: (Драм. этюд в 1 д.) - СПб., 1909.
- Памятка семеновца. - СПб., 1909.
- Пиесы. - СПб., 1909.
- Песни разлуки. (Стихотворения). 1906-1909. — СПб., 1909.
- Огни в пути. Стихотворения. 1910—1911. — СПб., 1911.
- Легенды и рассказы. — СПб., 1911.
- С войны: Листки походной тетради. Тетрадь 1. — Пг., 1915.
- С войны: Листки походной тетради. Тетрадь 2. — Пг., 1916.
- С войны: Листки походной тетради. Тетрадь 3. — Пг., 1917.
- Голгофа России. Стихи. — Ростов н/Д., 1919.
- "Главковерх" Тухачевский // Новое время. Белград. 1922. 5 ноября. № 460.
- В бистро // Новое время. Белград, 1925. 26 января.
- Conte du Tzar Saltan de son fils glorieux et puissant Prince Guidon Saltanovitch et de la belle Tzarine Oiselle-Cygne // A. Pouchkine / Trad. par le Prince Theodore Kossatkine-Rostowsky. Paris, 1928.
- Воспоминания о Тухачевском // Семёновский бюллетень. — Париж, 1935. № 15.
- Маршал Тухачевский // Часовой. 1936. № 162.
- Крестным путём к воскресению. Под редакцией С.Позднышева. — Париж: Издание Зарубежного Союза Инвалидов, 1948.